# Mount Dark
Der Mount Dark ist ein rund 816 m hoher Berg in den Pensacola Mountains des westantarktischen Queen Elizabeth Lands. In der Patuxent Range ragt er 5 km ostnordöstlich des Mount Lowry und nördlich der Wrigley Bluffs in den Anderson Hills auf.
Das UK Antarctic Place-Names Committee benannte ihn 2010. Namensgeber ist Bill Dark vom British Antarctic Survey, der in den 1980er Jahren in den Pensacola Mountains und auf der Antarktischen Halbinsel tätig war.